# Veinte poemas de amor y una canción desesperada
Veinte poemas de amor y una canción desesperada es una de las célebres obras del poeta chileno Pablo Neruda. Publicado en junio de 1924, de la mano de la editorial nascimento, el poemario lanzó a su autor a la fama con apenas 19 años de edad, y es una de las obras literarias de mayor renombre del siglo XX en el idioma español.

## Contexto y composición

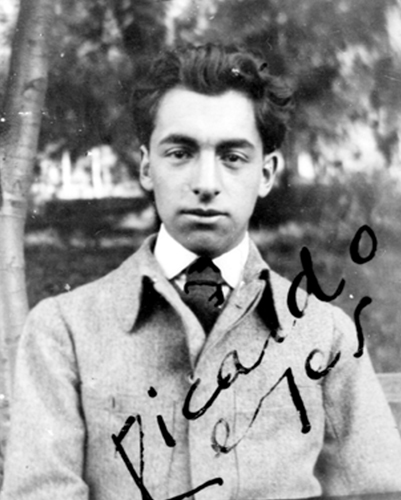
Fotografía de Pablo Neruda de joven, firmada como «Ricardo Reyes», su nombre de nacimiento.

El libro pertenece a la época de juventud del poeta, su origen se suele explicar como una evolución consciente de su poética que trata de salirse de los moldes del modernismo que dominaban sus primeras composiciones y su primer libro, Crepusculario.
La obra está compuesta por veinte poemas de temática amorosa, más un poema final titulado «La canción desesperada». A excepción de este último, los poemas no tienen título.
Aunque el poemario esté basado en experiencias amorosas reales del joven Neruda, es un libro de amor que no se dirige a una sola amante. El poeta ha mezclado en sus versos las características físicas de varias mujeres reales de su primera juventud para crear una imagen de la amada irreal que no corresponde a ninguna de ellas en concreto, sino que representa una idea puramente poética de su objeto amoroso. 

## Recursos estilísticos
El propio poeta señaló que Veinte poemas de amor y una canción desesperada es el resultado consciente de sustituir la ambición poética y la gran elocuencia que trataba de abarcar los misterios del hombre y el universo por un nuevo modo.
El vocabulario es en general sencillo, aunque pertenece al dominio de la lengua literaria convencional desde el romanticismo y el modernismo.
En esta obra se dan cita dos conceptos métricos diferentes. Por un lado, hay un núcleo importante de poemas que responden a una métrica regular en los que destaca el uso del verso alejandrino. En otros poemas encontramos que esta tendencia a la regularidad la rompe el poeta con gran libertad.
Neruda consiguió con el libro un ideal de comunicación con el lector, sin por ello renunciar a una elaboración compleja y exigente que tiene presente tanto los valores de la inmediata tradición como los nuevos aspectos de la poesía contemporánea que estaban surgiendo en el momento de su escritura.

## Poemas
1. Poema n.º 01 de Pablo Neruda
2. Poema n.º 02 de Pablo Neruda
3. Poema n.º 03 de Pablo Neruda
4. Poema n.º 04 de Pablo Neruda
5. Poema n.º 05 de Pablo Neruda
6. Poema n.º 06 de Pablo Neruda
7. Poema n.º 07 de Pablo Neruda
8. Poema n.º 08 de Pablo Neruda
9. Poema n.º 09 de Pablo Neruda
10. Poema n.º 10 de Pablo Neruda
11. Poema n.º 11 de Pablo Neruda
12. Poema n.º 12 de Pablo Neruda
13. Poema n.º 13 de Pablo Neruda
14. Poema n.º 14 de Pablo Neruda
15. Poema n.º 15 de Pablo Neruda
16. Poema n.º 16 de Pablo Neruda
17. Poema n.º 17 de Pablo Neruda
18. Poema n.º 18 de Pablo Neruda
19. Poema n.º 19 de Pablo Neruda
20. Poema n.º 20 de Pablo Neruda
21. La canción desesperada

## Cultura popular

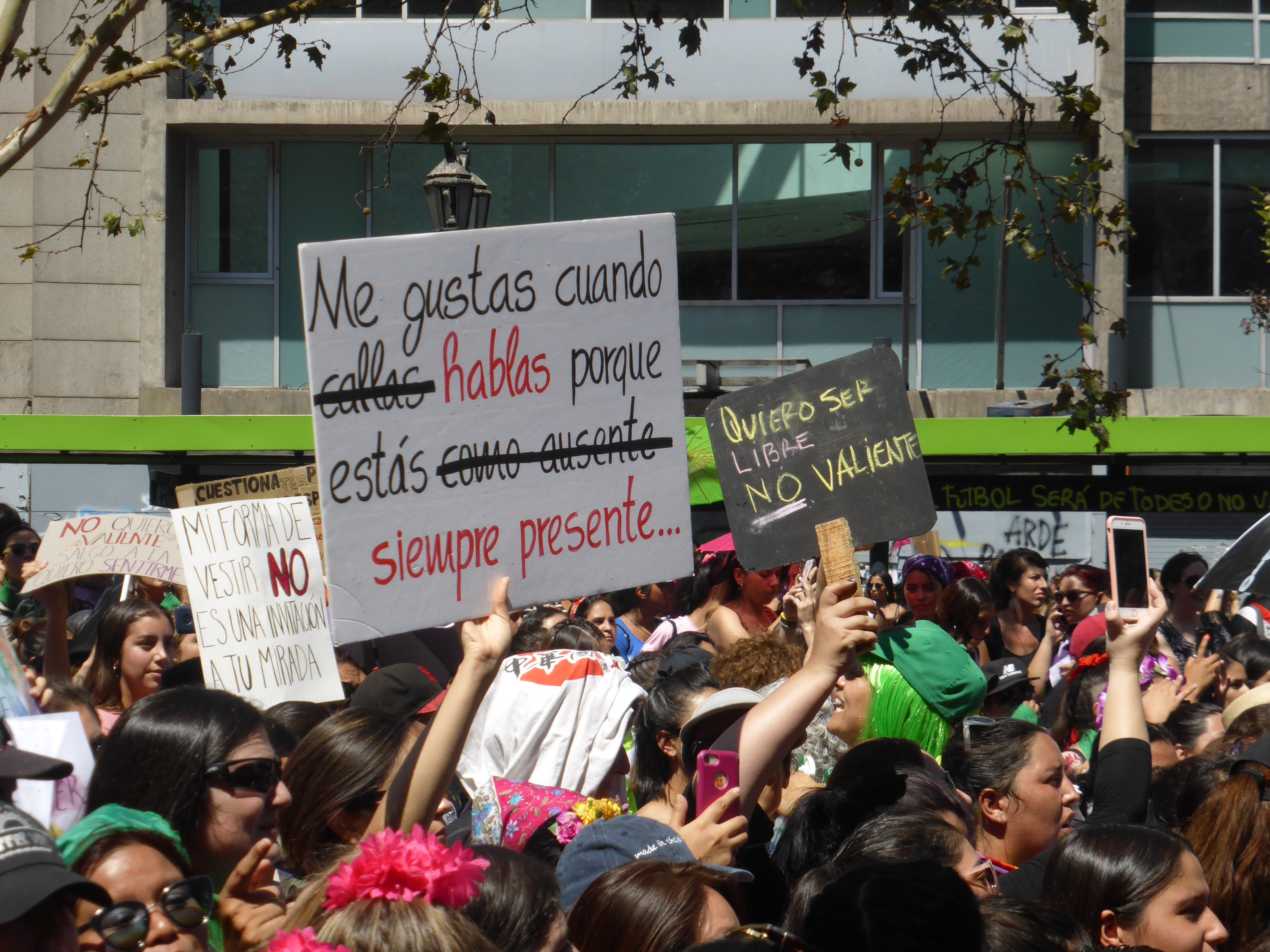
Cartel en el que se modificó un poema de Neruda. Día de la Mujer, 8 de marzo de 2020, Santiago de Chile.

Este libro ha inspirado algunas obras musicales. El grupo español La Oreja de Van Gogh en su tema «Canción desesperada» alude a este libro, mientras que el cantautor español Álex Ubago reproduce su Poema XX. La banda mexicana de rock Anabantha pone la letra de su poema n.º 20 a una de sus canciones. En 2005 el grupo estadounidense Brazilian Girls grabó la canción «Me gustas cuando callas».
También encontraremos muchos cantautores como Paco Stanley, Paco Ibáñez o J.M Serrat, que también recitaron el Poema 20 de Neruda.
En la marcha feminista del Día Internacional de la Mujer, el 8 de marzo de 2020, en Santiago de Chile, en uno de los carteles se modificó el poema número 15: «Me gustas cuando callas porque estás como ausente» se cambió por «me gustas cuando hablas porque estás siempre presente». 
El segundo álbum de la famosa serie chilena 31 minutos tiene de título «31 canciones de amor y una canción de Guaripolo», haciendo referencia al título del libro.